# Sasha Mitchell
Sasha Mitchell (Los Angeles, 27 juli 1967) is een Amerikaans acteur.
Mitchell begon zijn carrière als model en werkte samen met fotograaf Bruce Weber aan verschillende Calvin Klein-campagnes. Na enkele gastoptredens speelde hij van 1989 tot 1991 de rol van James Richard Beaumont in de televisieserie Dallas. Zijn bekendste rol was in de sitcom Step by Step, waarin hij Cody Lambert speelde, de neef van acteur Patrick Duffy's personage Frank Lambert. 
Mitchell speelde ook in verschillende martialartsfilms. Hij speelde David Sloane, de hoofdrol in het vervolg van de originele Kickboxer-film, Kickboxer 2: The Road Back, waarbij hij Jean-Claude Van Damme verving. Hij speelde deze rol ook in het derde en vierde vervolg.
Tussen 2002 en 2005 was Mitchell kort te zien in de televisieseries JAG, ER en NYPD Blue.